# Útěk na Horu čarodějnic
Útěk na Horu čarodějnic (v originále Race to Witch Mountain) je americký sci-fi film z roku 2009, který je remake původního filmu Escape to Witch Mountain z roku 1975. Obě verze mají základ ve stejnojmenném filmu z roku 1968 od režiséra Alexandra Keya. Film režíroval Andy Fickman a v hlavní roli se představili Dwayne Johnson, AnnaSophia Robbová, Alexander Ludwig, Ciarán Hinds a Carla Guginová.
Natáčení filmu začalo v Los Angeles v březnu 2008. Film byl uveden dne 13. března 2009.

## Děj
Dva mladí mimozemšťané (Sara a Seth) přijdou na Zemi, aby získali vzorky, které zůstaly v rostlinách. Díky nim by mohly zachránit jejich umírající planetu. Bohužel, vesmírná loď kterou přišli, uvízne na Witch Mountain - tajné vládní instituci v poušti v Nevadě. Pomoc těmto dětem se rozhodne poskytnout taxikář z Las Vegas Jack Bruno (Dwayne Johnson). Společně s odborníkem na UFO, Dr. Alex Friedmanovou (Carla Guginová) rozhodnou, že okamžitě musí jít na Horu čarodějnic a osvobodit jejich loď. Během výpravy se zdá, že děti mají nadlidské schopnosti. Sara (AnnaSophia Robbová) používá telekinezi a dokáže číst myšlenky. Její bratr Seth (Alexander Ludwig) má jedinečnou sílu. Výpravu komplikují vládní agenti, kteří chtějí využít děti pro své vlastní účely, přičemž nemilosrdný vrah mimozemšťanů Syphon je chce zabít. Pokud se děti nedostanou na loď včas, jejich planeta nebude mít šanci na přežití a její populace začne invazi na Zemi.